# جون فان ألستين ويفر
جون فان ألستين ويفر (بالإنجليزية: John Van Alstyne Weaver)‏ (17 يوليو 1893، تشارلوت في الولايات المتحدة - 14 يونيو 1938)؛ شاعر، كاتب سيناريو وروائي أمريكي. درس في كلية هاميلتون.

## روابط خارجية
- جون فان ألستين ويفر على موقع IMDb (الإنجليزية)
- جون فان ألستين ويفر على موقع قاعدة بيانات برودواي على الإنترنت (الإنجليزية)
- جون فان ألستين ويفر على موقع قاعدة بيانات الفيلم (الإنجليزية)